# Hamilcar (zoon van Gisko)
Hamilcar, Fenicisch: ḥmlqrt "broeder van Melqart", was een Carthaags generaal. Hij was de zoon van Gisko.
In 315 v.Chr. veroverde Agathocles van Syracuse grote delen van Sicilië. Carthago stuurde generaal Hamilcar met 15.000 man naar Sicilië, maar op zee kwam hij in een zware storm terecht en verloor hij 60 van de 130 triremen en een groot aantal bevoorradingsschepen. Met de rest van zijn leger bereikte hij Sicilië, waar hij huurlingen wierf en het bevel nam over de Carthaagse troepen die zich reeds op Sicilië bevonden. Met de geallieerde soldaten erbij wist hij een leger van 40.000 voetsoldaten en 5.000 man cavalerie bijeen te brengen. Na aanvankelijke successen van Agathocles werd hij uiteindelijk in de Slag aan de Himera in juli 310 v.Chr. verpletterend verslagen door de Carthagers onder leiding van Hamilcar.
Daarop trok Hamilcar tegen Syracuse op, maar op onbekend terrein werden ze 's nachts door stom toeval opgemerkt door een veel kleinere groep soldaten uit Syracuse, die de Carthagers op een smalle ongelijke weg wisten te verrassen. Vanuit hun hogere positie konden ze het grote Carthaagse leger aanvallen en al snel gingen ze er in een wanordelijke vlucht vandoor. Hamilcar werd gevangengenomen en in de stad gebracht, waar hij op gruwelijke wijze ter dood gebracht werd.